# 再見全壘打

紀念比爾·馬澤羅斯基在1960年世界大賽第七場比賽中擊出再見全壘打，幫助匹茲堡海盜隊戰勝紐約洋基隊奪冠的雕像。

再見全壘打（walk-off home run）是指在棒球比賽裡，進攻球隊在平手或落後的情況下，由該隊打者擊出的反敗為勝且結束比賽的全壘打。再見全壘打一般出現在比賽的第九局之後（學生棒球比賽則可能是第五局或第七局），只有少部分情況會因比賽提前結束而提早產生；另外，只有後攻球隊才有可能擊出再見全壘打。
以職業比賽的九局制為例，若先攻球隊取得領先，則比賽必須打完九局才能結束；若後攻球隊領先，則會在先攻球隊最後一次進攻機會（亦即九局上半）結束後宣告結束，無須進行後攻隊的最後一次進攻（因為不會影響到比賽勝負）。若比賽原先由先攻球隊領先或平手，按規定進行九局下半的賽事時，後攻球隊反而領先了先攻球隊，此時由於比賽不論是否繼續進行下去都不會影響到勝負，因此會判決後攻球隊勝利。若贏得比賽的那一分是由全壘打得到的，那麼那支全壘打便會被稱為“再見全壘打”。
再見全壘打往往因為其特别的性質而點燃整個球場的氣氛。另外再見全壘打往往還可以和其他前綴疊加，如2022年中華職棒例行賽富邦悍將對戰統一獅時，由高國麟在9局下半所擊出的再見滿貫逆轉全壘打。